# Shervin Radjabali-Fardi
Shervin Radjabali-Fardi (perzsául: شروین رجب‌علی‌فردی; Berlin, 1991. május 17. –) német-iráni labdarúgó, a Hansa Rostock hátvédje.

## Kezdetek
Iráni édesapa és német édesanya gyermekeként született Berlinben. Pályafutását a Hertha Zehlendorfban kezdte, majd a Lichterfeldében játszott 2001-től 2003-ig, amikor felfedezte a Hertha BSC.

## Klubcsapatban
A berlini klubban a 2008–2009-es UEFA-kupa első selejtezőkörének odavágóján mutatkozott be a moldovai Nistru Otaci ellen. Két másik selejtezőn is játszott, illetve a következő szezonban az Európa-liga csoportkörében a litván FK Ventspils ellen. Azonban más tétmeccseken nem lépett pályára, két és fél végigpadozott év után kölcsönadták az Alemannia Aachennek. 2013 óta a Hansa Rostock játékosa.

## Válogatottban
A német utánpótlás-válogatottakat járta végig. Szerepelhetne az iráni válogatottban is.